# 저우위퉁
저우위퉁(중국어: 周雨彤, 병음: Zhōu Yǔtóng, 한자음: 주우동, 1994년 9월 21일 ~ )은 중국의 배우이다.
상하이 시각 예술 학원을 졸업했으며 2013년에 영화 《파랍랍소마선 대전영》에 출연하면서 데뷔했다. 2015년에 방송된 텔레비전 드라마 《상애천사천년》에서 영월(影月) 역할을 맡았고 2015년에 개봉된 영화 《20세여 다시 한 번》에서 샤오메이(小美) 역할을 맡았다. 2017년에 제작된 웹 드라마 《심조전세지려》에서 엽은(葉隱) 역할을 맡았다.

## 출연 작품

### 드라마
- 《상애천사천년》 (2015년) - 영월(影月) 역
- 《회통적17세》 (2015년) - 임구언(林九言) 역
- 《상은》 (2016년) - 석혜(石慧) 역
- 《심조전세지려》 (2017년) - 엽은(葉隱) 역
- 《아여니적광년거리》 (2017년) - 이설희(李雪姬) 역
- 《한무기》 (2017년) - 당인(唐印) 역
- 《내자해양적니》 (2018년) - 재석(戴汐) 역
- 《대송소년지》 (2019년) - 조간(趙簡) 역
- 《종결혼개시연애》 (2020년) - 녹방녕(鹿方寧) 역
- 《저세계흔혹》 - 등소소(滕小小) 역
- 《법의진명지무성적증사》 - 임당(林當) 역
- 《당애정우상과학가》 - 백릉릉(白凌凌) 역
- 영블러드 S2 ~ 2023 - 메인 주연
- 너 밖에 없어 ~ 2023 - 메인 리드
- 봄에는 사랑할거야 ~ 2024 - 메인 리드
- 중간 - 지원 역할 ~ 2024

### 영화
- 《파랍랍소마선 대전영》 (2013년) - 추우(秋雨) 역
- 《20세여 다시 한 번》 (2015년) - 샤오메이(小美) 역
- 《천량지전: 새벽이 오기 전에》 (2016년) - 아슈(阿Sue) 역